# Burkhard Pototzky
Burkhard Armin Pototzky (* 15. Dezember 1957 in Neumünster) ist ein ehemaliger deutscher Brigadegeneral. In seiner letzten Verwendung vor der Versetzung in den Ruhestand war er Leiter Bereich Nationale Führung und General Weltraumoperationen in Kalkar.

## Militärische Laufbahn

### Ausbildung und erste Verwendungen
Burkhard Pototzky trat am 1. Juli 1975 als Offizieranwärter in die Bundeswehr ein und absolvierte bis 1977 seine Ausbildung zum Offizier an der Offizierschule der Luftwaffe in Neubiberg. Danach schloss sich seine Ausbildung zum Jet-Piloten auf der Sheppard Air Force Base (AFB) in Texas und im Anschluss seine Waffensystemausbildung auf der F-4 Phantom auf der George Air Force Base in Kalifornien an. 1980 wurde er als Jagdflugzeugführer zur 2. Jagdstaffel des Jagdgeschwaders 71 „Richthofen“ nach Wittmund versetzt. Von 1989 bis 1991 war Pototzky Staffelkapitän der 2. Jagdbomberstaffel des Jagdbombergeschwaders 35 im Fliegerhorst Pferdsfeld im Hunsrück, danach absolvierte er den 36. Generalstabslehrgang an der Führungsakademie der Bundeswehr in Hamburg.

### Verwendungen als Stabsoffizier
Im Anschluss an den Generalstabslehrgang wurde Pototzky als Einsatzstabsoffizier für Übungen und Planung beim NATO-Hauptquartier Allied Joint Force Command in Brunssum in den Niederlanden eingesetzt und von 1996 bis 1998 als Abteilungsleiter Operationen im Kommando 2. Luftwaffendivision in Birkenfeld. Von September bis November 1998 war Pototzky als Kommandeur des deutschen Luftwaffenkontingents SFOR in Vicenza mit der Führung der deutschen Luftangriffe gegen Serbien betraut.
Daran schloss sich eine Verwendung als Referent für Streitkräfteplanung und Weiterentwicklung der Luftwaffe im Bundesministerium der Verteidigung (BMVg) in Bonn an und von 2001 bis 2003 als Kommodore des Jagdgeschwader 71, zusätzlich von November 2002 bis März 2003 als Kommodore des Einsatzgeschwader 2 in Kabul im Rahmen der ISAF-Mission. 2003 wurde er Gruppenleiter im Luftwaffenführungskommando in Köln-Wahn, 2005 Referatsleiter im Führungsstab der Luftwaffe und 2007 Referatsleiter im Führungsstab der Streitkräfte in Bonn. Danach war er für ein Jahr Leiter des Einsatzteams Balkan im Einsatzführungsstab des BMVg in Berlin.

### Verwendungen als General
2009 übernahm Pototzky als Kommandeur den E-3A-AWACS-Verband in Geilenkirchen, 2012 wurde er Stellvertreter des Kommandeurs und Chef des Stabes des Kommando Operative Führung Luftstreitkräfte, dem Vorläufer des Zentrums Luftoperationen, im Juli 2013 Abteilungsleiter Einsatz und ab Oktober 2018 Leiter Bereich Nationale Führung und General Weltraumoperationen im Zentrum Luftoperationen in Kalkar. Im September 2021 wurde Pototzky in den Ruhestand versetzt.

### Einsätze
- 09/1998 – 11/1998 SFOR Kommodore Einsatzgeschwader 1, Vicenza
- 11/2002 – 03/2003 ISAF Kommodore, Einsatzgeschwader 2 Kabul
- 08/2012 – 02/2013 ISAF Base Commander Camp Marmal, Masar-e Scharif[3]

## Privates
Burkhard Pototzky ist verheiratet und hat zwei Kinder.